# 阿卜杜勒-拉扎克·哈姆达拉
阿卜杜勒-拉扎克·哈姆达拉（阿拉伯语：عبد الرزاق حمد الله；1990年12月17日—），是一名摩洛哥足球运动员，司职前锋。現効力艾沙比。

## 俱乐部生涯
2010年，哈姆达拉在摩洛哥足球甲级联赛球队萨菲奥林匹克开始职业足球生涯。2013年2月14日，他以100万欧元的身价转会挪威足球超级联赛球队奥勒松，并签订一份三年的合同。这也是奥勒松在俱乐部历史上花费最多的一笔交易。2014年2月28日，中国足球超级联赛球队广州富力以450万欧元的价格买入哈姆达拉。

## 国家队生涯
2012年，哈姆达拉在摩洛哥和布基纳法索的友谊赛出场，首次代表国家队亮相。他也入选了摩洛哥参加2013年非洲國家盃的最终名单。

## 榮譽

### 俱樂部
艾查殊體育會
- 卡塔爾盃冠軍 : 2015–16

艾雷恩
- 卡塔爾謝赫賈西姆盃冠軍 : 2018

艾納斯
- 沙特聯冠軍 : 2018–19
- 沙特超級盃冠軍 : 2019、2020

伊蒂哈德
- 沙特聯冠軍 : 2022–23
- 沙特超級盃冠軍 : 2022

### 個人
- Fans' 亚足联冠军联赛 XI: 2016年亞足聯冠軍聯賽[4]
- 摩洛哥足球甲級聯賽最佳射手 : 2012–13 Botola（英语：2012–13 Botola）
- 卡塔爾星級足球聯賽: 2015–16 Qatar Stars League（英语：2015–16 Qatar Stars League）
- Saudi Professional League Player of the Month: December 2018, March 2019, April 2019, August 2020
- Saudi Professional League Golden Boot: 2018–19 Saudi Professional League（英语：2018–19 Saudi Professional League）, 2019–20 Saudi Professional League（英语：2019–20 Saudi Professional League）
- Saudi Professional League Player of the Season: 2018–19
- Best Arab Player - Globe Soccer Awards（英语：Globe Soccer Awards）
- 亚足联冠军联赛最佳射手 : 2020年